# Мориканд, Стефано
Стефано Мориканд (фр. Stefano Moricand, или фр. Moïse Étienne Moricand, или фр. Marie-Etienne Moricand, 18 декабря 1779 — 26 июня 1854) — швейцарский и итальянский ботаник.

## Биография
Стефано Мориканд родился 18 декабря 1779 года в Женеве.
Он занимался исследованием флоры Америки и Италии. Во время своих путешествий Мориканд собирал минералы и составлял гербарий в Тоскане, Неаполе, Венеции. Вернувшись в Женеву в 1814 году, Стефано проводил политику обмена с различными коллекционерами и институтами для расширения коллекции Музея. Мориканд был членом-учредителем Общества натуралистов Женевы и Академического Музея, где он был членом Совета Администрации с 1818 года до своей смерти.
Стефано Мориканд умер 26 июня 1854 года.

## Научная деятельность
Стефано Мориканд специализировался на семенных растениях.

## Публикации
- Flora veneta, Genf 1820[6].
- Plantes nouv. ou rares d’Amérique, ebd. 1836[6].

## Почести
Род растений Moricandia DC. был назван в его честь.